# Zhangwu
Der Kreis Zhangwu (chinesisch 彰武县, Pinyin Zhāngwǔ Xiàn) ist ein Kreis in China, der zum Verwaltungsgebiet der Bezirksfreien Stadt Fuxin (阜新市) in der nordostchinesischen Provinz Liaoning gehört. Er hat eine Fläche von 3.618 km² und zählt 333.643 Einwohner (Stand: Zensus 2020). Sein Hauptort ist die Großgemeinde Zhangwu (彰武镇).

## Administrative Gliederung
Auf Gemeindeebene setzt sich der Kreis aus acht Großgemeinden und sechzehn Gemeinden zusammen. 